# Yamashina Instituto de Investigación Botánica

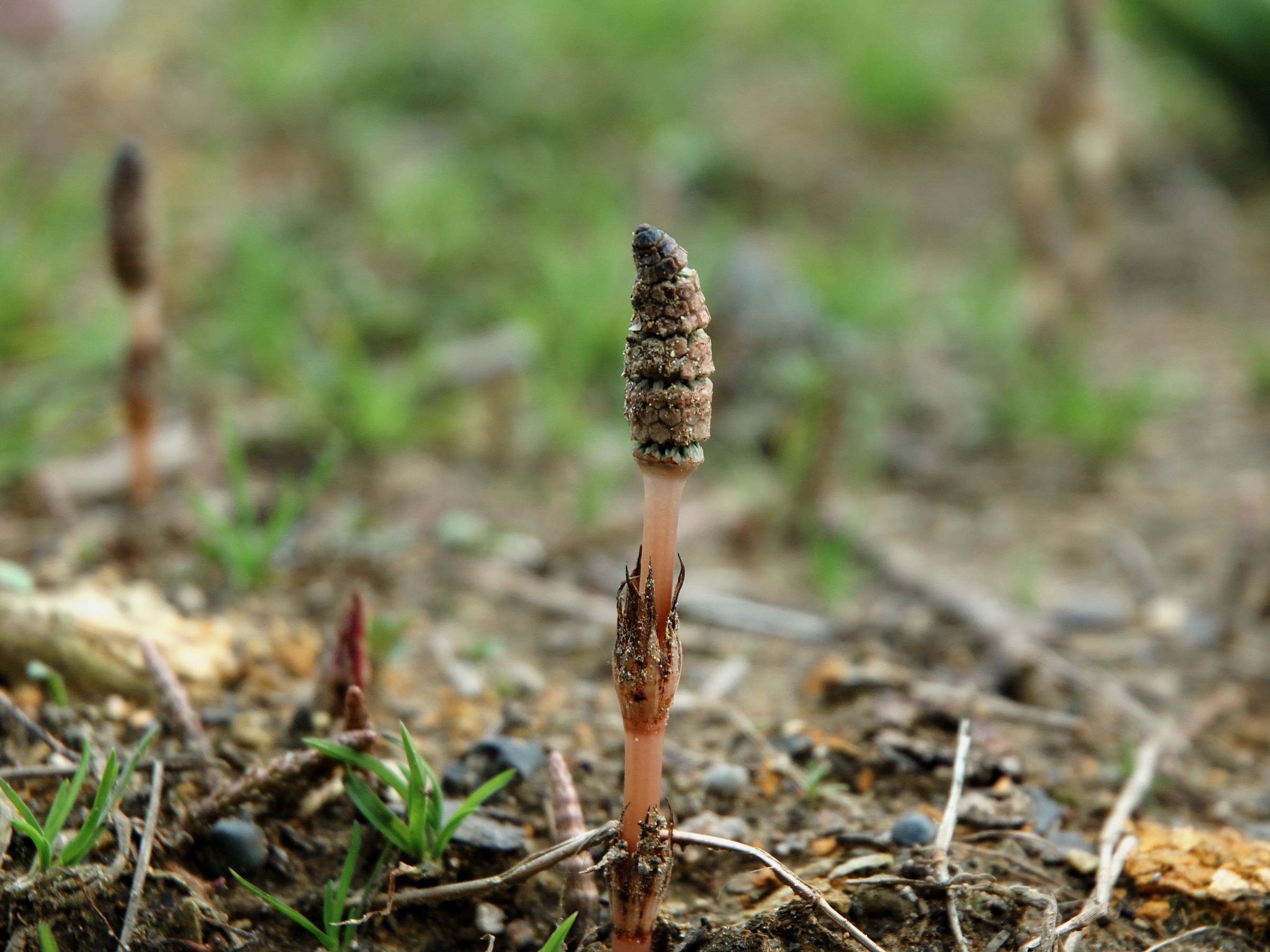
Equisetum arvense una de las plantas cultivadas en el Jardín de Plantas Medicinales, del Instituto del "Nippon Shinyaku".

El Yamashina, Instituto de Investigación Botánica en japonés: 山科植物資料館 es un jardín botánico de investigación de 8,000 m² de extensión especializado en plantas herbáceas medicinales, que está administrado por el "Instituto de Investigaciones Botánicas" de la sociedad farmacéutica "Nippon Shinyaku", que se encuentra en Kioto, Japón. Su código de identificación internacional es KYOBR.

## Localización
The Nippon Shinyaku Institute for Botanical Research
Sakanotsuji-cho 39, Oyake, Yamashina-ku, Kioto 607, Japón. 
- Teléfono : 075 581 0419

Abierto de lunes a viernes. Se puede visitar previa solicitud.

## Historia
Las actividades de este centro comenzaron en 1934 como la "Granja Experimental Yamashina", con un programa de investigación sobre Artemisia maritima L. ssp. monogyna Waldst. Et alii, que contenía santonina (vermicida eficaz contra los parásitos del intestino). Esta especie que era difícilmente cultivable en Japón, se emprendieron entonces algunas investigaciones genéticas a partir de 1953 para mejorar su cultivo y la capacidad terapéutica de la santonina. 
Con motivo del 80.º aniversario de la creación de la sociedad "Nippon Shinyaku",  el centro seleccionó y estilizó las 14 plantas que contribuyeron al desarrollo de la sociedad.

## Colecciones
El jardín cultiva primordialmente plantas medicinales, albergando más de 3 000 especies de plantas provenientes de todo el mundo. 
Las plantas más representativas del jardín son: Artemisia maritima L. ssp. monogyna Waldst. et Kit., Chimaphila umbellata, Populus tremula, Pulsatilla pratensis, Equisetum arvense, Mallotus japonicus, Quercus salicina, Matricaria chamomilla, Aesculus hippocastanum, Garcinia cambogia, Ginkgo biloba, Perilla frutescens var. crispa, Capsicum annuum, Welwitschia mirabilis. 
También mantienen un pequeño Arboretum.

## Actividades
Entre sus equipamientos posee :
- Un gran invernadero, y otros dos más pequeños
- Escuela botánica
- Salas de documentación
- Herbario
- Laboratorios de investigación

Este jardín botánico sirve como campo experimental de la sociedad farmacéutica "Nippon Shinyaku", y desarrolla un gran número de investigaciones en los campos de:
- Fitoterapia,
- Biotecnología,
- Cultivos experimentales de plantas medicinales,
- Material pedagógico para los cursos de farmacognosia y de fitoquímica que organiza en la escuela botánica.
- Index Seminum